# Abdelkarim Hassan
Abdelkarim Hassan (en árabe: عبد الكريم حسن‎; Doha, 28 de agosto de 1993) es un futbolista catarí que juega en la demarcación de lateral izquierdo para el Al-Wakrah SC de la Liga de fútbol de Catar.

## Selección nacional
Tras jugar con la selección de fútbol sub-20 de Catar y la sub-23, finalmente hizo su debut con la selección absoluta el 18 de noviembre de 2010 en un encuentro amistoso contra Haití que finalizó con un resultado de 0-1 a favor del combinado haitiano tras el gol de Monuma Constant Jr.. Llegó a disputar la Copa de Naciones del Golfo de 2014, la Copa Asiática 2015, la Copa de Naciones del Golfo de 2018 y la Copa Asiática 2019, entre varios partidos clasificatorios para el mundial de 2014 y 2018.

#### Participaciones en Copas del Mundo
| Mundial           | Sede  | Resultado      | Partidos | Goles |
| ----------------- | ----- | -------------- | -------- | ----- |
| Copa Mundial 2022 | Catar | Fase de grupos | 3        | 0     |

## Clubes
| Club          | País    | Año       | Partidos | Goles |
| ------------- | ------- | --------- | -------- | ----- |
| Al Sadd SC    | Catar   | 2010-2017 | 165      | 21    |
| KAS Eupen     | Bélgica | 2017-2018 | 11       | 1     |
| Al Sadd SC    | Catar   | 2018-2023 | 126      | 17    |
| Al Jahra SC   | Kuwait  | 2023-2024 | 23       | 1     |
| Persépolis FC | Irán    | 2024      | 13       | 0     |
| Al-Wakrah SC  | Catar   | 2024-     | 16       | 0     |

## Palmarés

### Campeonatos nacionales
| Título                              | Club       | País  | Año  |
| ----------------------------------- | ---------- | ----- | ---- |
| Liga de fútbol de Catar             | Al Sadd SC | Catar | 2013 |
| Copa del Emir de Catar              | Al Sadd SC | Catar | 2014 |
| Copa del Emir de Catar              | Al Sadd SC | Catar | 2015 |
| Copa del Emir de Catar              | Al Sadd SC | Catar | 2017 |
| Copa Príncipe de la Corona de Catar | Al Sadd SC | Catar | 2017 |
| Copa del Jeque Jassem               | Al Sadd SC | Catar | 2014 |
| Copa del Jeque Jassem               | Al Sadd SC | Catar | 2017 |
| Liga de Campeones de la AFC         | Al Sadd SC | Catar | 2011 |

### Campeonatos internacionales
| Título                     | Club                         | País  | Año  |
| -------------------------- | ---------------------------- | ----- | ---- |
| Copa Asiática              | Selección de fútbol de Catar | Catar | 2019 |
| Copa de Naciones del Golfo | Selección de fútbol de Catar | Catar | 2014 |

### Distinciones individuales
| Título                     | Club       | País  | Año  |
| -------------------------- | ---------- | ----- | ---- |
| Futbolista del año en Asia | Al Sadd SC | Catar | 2018 |